# 佛蒙特州第六國會選區
佛蒙特州第六國會選區（英語：Vermont's 6th congressional district）是美国佛蒙特州一个已经被裁撤的国会选区。

## 历史
在1813年至1823年间，佛蒙特州在美国众议院拥有6个席位。但是在1813年至1821年间，这六名代表均从單一國會選區中选出。直到1820年的国会选举，佛蒙特州才开始采取小選區制。不过在这次选举之后，佛蒙特州的所有代表又开始从單一國會選區选出，而且根据1820年的人口普查结果，佛蒙特州减少了一个众议院席位。
1823年之后，佛蒙特州就再也没有增设过第六國會選區，而今天的佛蒙特州是美国人口第二少的州，仅多于怀俄明州，因此只有一个众议院席位。

## 该选区代表列表
| 成员          | 党派       | 任期                        | 国会   | 选举历史                                        | 位置 |
| ------------- | ---------- | --------------------------- | ------ | ----------------------------------------------- | ---- |
| 约翰·马特克斯 | 民主共和党 | 1821年3月4日 – 1823年3月3日 | 第17屆 | 1820年当选 被重新分入单一选区，并在连任中失败。 |      |